# Embalse de Casa de Piedra
La presa se ubica en el paraje Casa de Piedra, departamento Puelén, a 387 km del nacimiento del río Colorado, límite natural entre las provincias de Río Negro y de La Pampa, Argentina, fue construido durante su gestión del gobernador justicialista Rubén Marín.
Esta obra proviene del "Programa de Aprovechamiento del Río Colorado", de las provincias condóminas del recurso: provincia de Buenos Aires, provincia de La Pampa y provincia de Río Negro. Dichas provincias constituyeron el Ente Ejecutivo Presa Embalse Casa de Piedra.
La inauguración de la Presa Embalse Casa de Piedra, 1996, cumplió al objetivo de regular el caudal del río Colorado, controlar y atenuar las crecidas, su aprovechamiento para habilitación de áreas de riego y producción hidroenergética a través de 2 grupos generadores de 30 MW, con una capacidad de generación media anual de 240 GWh
El espejo de agua tiene 55 km de perímetro de costa, y se extiende sobre (a cota máxima normal) 36.000 ha. 
El llenado del embalse comenzó alrededor de 1989 y se estima que posee un volumen de agua de alrededor de 4.000 hm³, con profundidades máximas que varían entre 35 y 40 m.

## Desarrollo Turístico

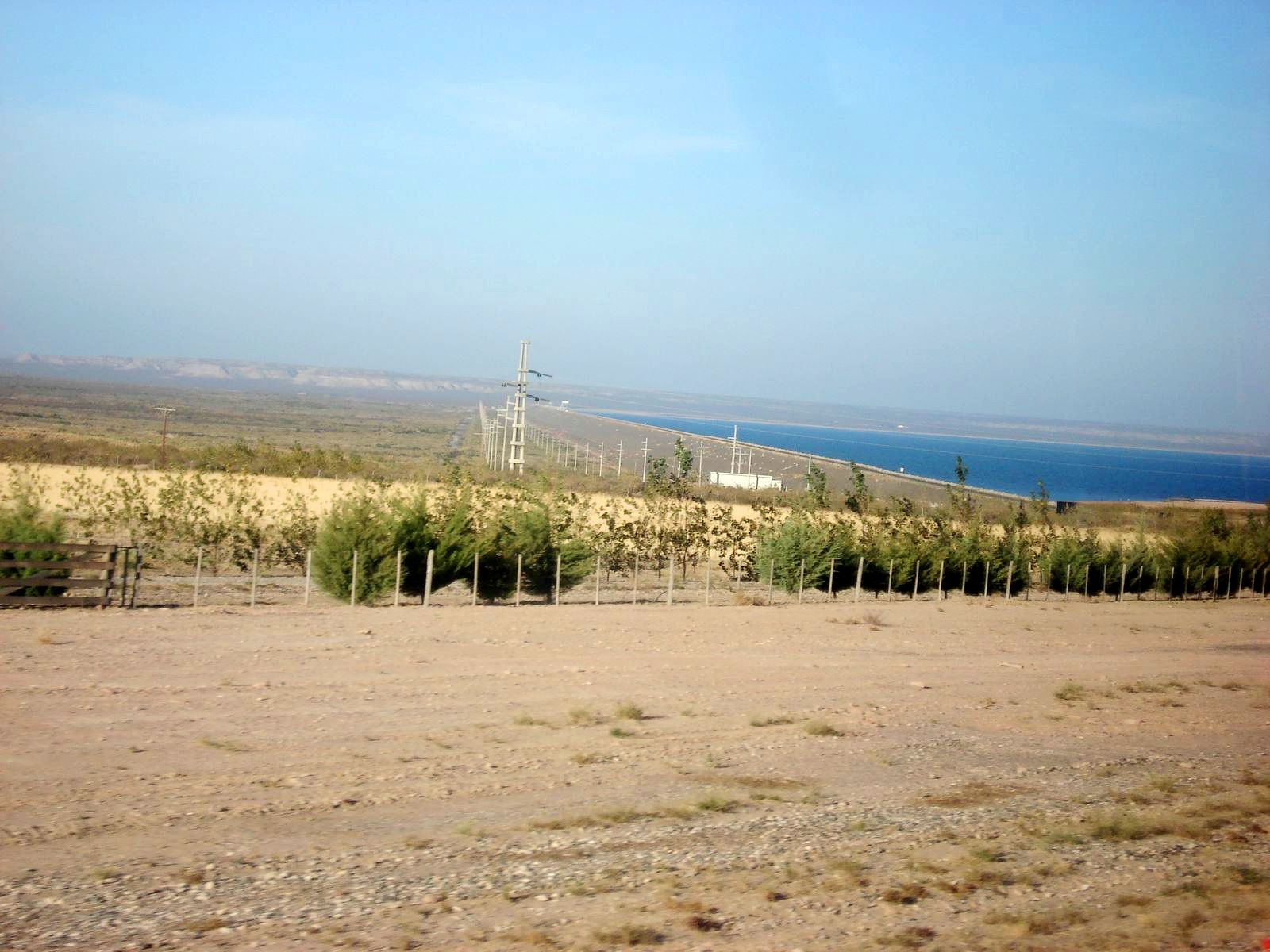
Ingreso al embalse desde La Pampa hacia Río Negro.

El Proyecto de Desarrollo Turístico recreativo de la provincia de La Pampa, se ubica en la Presa Embalse Casa de Piedra, localizado al sudoeste de la provincia, sobre el río Colorado (límite natural entre las provincias de La Pampa y Río Negro).
La zona y lago Casa de Piedra se encuentra en el departamento Puelén, a 960 km de Buenos Aires, 350 de Santa Rosa, y 115 de la RN 22, eje del conjunto de poblaciones en el valle del río Negro, que comprende Neuquén, Cipolleti, Gral Roca, etc. 

## Infraestructura adicional
En 2013 fue inaugurado por el gobernador Oscar Jorge la obra de energía eléctrica del Polo Productivo Casa de Piedra, lindante al embalse, para el sector norte de 1000 hectáreas, con riego presurizado, donde se cultivan vides, olivos y nogales; destinadas a plantaciones de alto nivel de rentabilidad.
También se inauguró la pista de aterrizaje en esta Villa Turística y el  centro comercial Casa de Piedra, diseñado para que los turistas puedan disfrutar de plazas a un paseo comercial, rodeado de abundante vegetación.

### Turismo
El CFI, Consejo Federal de Inversiones, a pedido de la Subsecretaría de Obras y Servicios Públicos (MHO y SP) realizó un estudio de factibilidad de emprendimientos que comprendió un análisis de la demanda potencial turística, una zonificación de la costa pampeana del Lago Casa de Piedra, y cronogramas de emprendimientos públicos y privados. Dicho estudio determina seis sectores: 
- Zona 1- que se subdivide en: 
  - 1a. Sector Urbano: recreación, deportes y turismo
  - 1.b.Proyecto de riego y forestación
- Zona 2: producción agrícola ganadera: para proyectos de desarrollo de actividades de fruticultura, horticultura, forestación industrial, avicultura, producción ganadera y mixta.
- Zona 3: reserva ecológica,
- Zona 4: portal de acceso a Casa de Piedra: puesto de control de fauna y flora, informes de la Dirección de Turismo, forestación y parquización hasta la presa.
- Zona 5: aguas abajo de la presa: forestación paisajística y riego.
- Zona 6: costa del Río Colorado: con proyecto de mirador y estación de piscicultura.

## Toponimia
"RUCA-KURA" en lengua mapuche es Casa de Piedra, este topónimo es bastante reiterado en las áreas pampeano-patagónico y andina. En 1885 aparece registrado, en la ejecución de las mensuras originales del ex Territorio Nacional de la Pampa central. Sobre su origen hay dos versiones: una atribuye el significado a la existencia de una vivienda ("puesto") cuyas paredes de piedra, aprovechando los bloques de calcáreo que pueden obtenerse con facilidad en las bardas de la angostura. La otra versión, que se estima la verdadera lo remite a la significación general del Topónimo "Casa de Piedra", en los múltiples lugares que se reitera en los ámbitos patagónicos y andino, esto es, la presencia de cuevas, abrigos o simplemente "aleros" en las bardas o escarpas de las mesetas que puedan servir o hayan servido de refugio al hombre. Tales "aleros" son abundantes y de amplias dimensiones de la margen izquierda, aguas abajo del eje previsto para la Presa. 
De acuerdo a los estudios antropológicos y arqueológicos efectuados en el área por especialistas, tales "casas de piedra" pampeano-patagónico están comúnmente unidas a vestigios de pinturas rupestres (pictografías). Se trata de elementos culturales "prehistóricos". Además de los testimonios de arte rupestre, las "casas de piedra" se relacionan con enterratorios ("chenque"), talleres (picaderos) y otros testimonios de poblamiento. Precisamente, en "Casa de Piedra" ha sido mencionada la presencia de varios "chenques" y es habitual el hallazgo de instrumental lítico, lo que constituye suficiente prueba del significado adoptado para el topónimo.